# Essenza (filosofia)
Il termine essenza (in greco antico: τί ἦν εἶναι?,  tí ên eînai, in latino essentia), secondo Parmenide, significa «ciò per cui una certa cosa è quello che è, e non un'altra cosa».
L'essenza indica la determinazione di una cosa, specificata nella sua "definizione", che ne costituiscono la natura (o "specie" in termini aristotelici); che psicologicamente parlando (vedi moderna epistemologia evoluzionistica) corrisponde alla particolare visione della realtà determinata dalle nostre categorie mentali: gli «apparati immagine del mondo».

## Essenza eousia
Negli ultimi tempi alcuni studiosi, per lo più francesi e tedeschi, hanno fatto notare che il lemma "essenza" svolge lo stesso ruolo grammaticale di "οὐσία" (sostanza) con la quale può essere identificata.
Questa diversità risale alla circostanza che termini filosofici greci venivano tradotti in modi diversi nella versione latina:
Cicerone traduce "οὐσία" con essentia;

Anche Boezio traduce "οὐσία"
- come essentia in Contra Eutychen (dove traduce «ousiôsis» con subsistentia e «hupostasis» con substantia)
- mentre invece nella traduzione delle Categorie di Aristotele traduce "οὐσία" con substantia.

In effetti «alla sostanza, che è la realtà individuale nella sua autonoma esistenza e sussistenza, l'essenza si contrappone come la forma generale», «l'universale natura delle singole cose appartenenti allo stesso genere o specie.»

## Essenza ed accidente
L'essenza quindi è il fondamento del ciò che realmente è: tale termine può essere contrapposto a quello di "accidente", che sta ad indicare una singola determinazione che, pur appartenendo ad una cosa, non ne costituisce la natura ed essendo contingente può mutare nel corso del tempo.
Così ad esempio nella definizione di uomo ciò che permane come essenziale è la caratteristica di "animale razionale", mentre tutte le altre determinazioni sono contingenti, possono esserci o non esserci.

## Essenza ed essere
San Tommaso d'Aquino, nel suo commento al De hebdomadibus (libro II) di Boezio, afferma che in quest'opera fu introdotta per la prima volta la distinzione fra essenza (id quod est, ciò che la cosa è) ed essere (esse).
Mentre l'essere partecipato dagli enti è infinito infinitamente perfetto, l'essenza delimita la perfezione dell'essere negli enti e rende l'ente finito.

## Platone

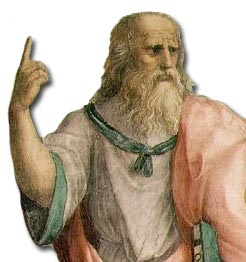
Platone

Il termine con cui Platone indica l'essenza è "idea" che si contrappone all'opinione sensibile, la "doxa".
L'opinione, appunto perché generata dai sensi, non dà alcuna certezza ma ha una sua funzione nel far riaffiorare l'essenza della cosa sensibile, l'"eidos".
L'esperienza sensibile serve alla verità ma non la costruisce, poiché questa è già presente nella mente dell'uomo; quindi la conoscenza è reminiscenza, ricordo di quel mondo delle idee che per Platone non sono, come comunemente noi intendiamo il contenuto del pensiero, l'oggetto del pensare, ma ciò che rende possibile il pensare stesso.
L'idea platonica non è dunque un atto del pensiero ma un ente, l'"essere che veramente è", è la struttura essenziale dell'essere, senza cui l'essere non esiste, è l'intima natura, "φύσις" (physis), dice anche Platone, della cosa. Attraverso i sensi siamo in grado di cogliere le forme fisiche delle cose, mentre con l'anima intellettiva cogliamo le forme pure, prive cioè di ogni elemento materiale, le pure essenze.
L'origine della concezione delle idee in Platone sembra essere duplice.
Nel mito della caverna, che vuole rappresentare i quattro gradi del conoscere, il prigioniero uscito alla luce del giorno viene abbagliato dal sole e quindi vede semplicemente le forme geometriche delle cose che appaiono quasi del tutto pure, le forme della geometria pur nella loro perfezione astratta debbono, infatti, essere comunque rappresentate fisicamente. Le entità geometriche quindi, sono appena inferiori al mondo delle idee. Sappiamo infatti come Platone abbia frequentato comunità pitagoriche e come da queste sia stato influenzato anche per la sua concezione delle idee come enti matematici.
Ma le idee potrebbero avere anche un'origine nominalistica: Platone nota che per ogni molteplicità di cose designate dallo stesso nome, omonime, queste siano anche simili, ed allora bisogna supporre un'essenza che è la forma pura, l'idea, da cui derivano i nomi che rappresentano verbalmente l'essenza ideale.

## Aristotele

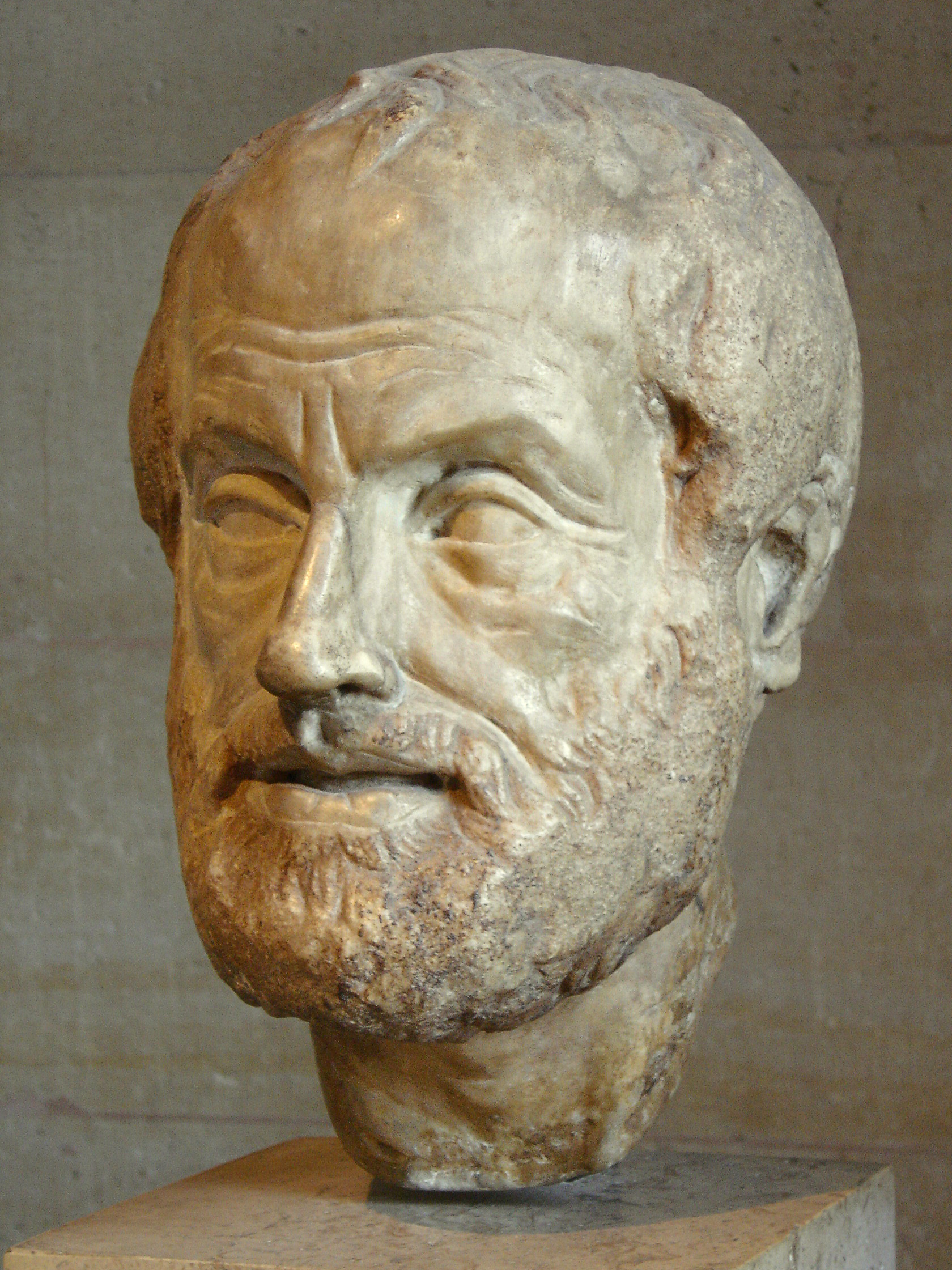
Aristotele

Secondo la metafisica aristotelica l'essenza è "ciò per cui una cosa è quel che è" e in base a cui si differenzia da tutte le altre cose. Mentre le caratteristiche sensibili della cosa mutano (gli "accidenti" secondo la terminologia aristotelica), l'essenza permane sempre identica a sé stessa.
Mentre le singole scienze studiano un aspetto particolare dell'essere (la matematica studierà l'essere come quantità, la fisica l'essere come movimento ecc.) la filosofia prima o metafisica si occupa di quell'essere che viene prima e che sta alla base di tutti gli esseri particolari, studierà l'essere in quanto essere, l'essenza.
Da qui la concezione che ha della filosofia come quella disciplina che costituisce il fondamento di tutte le altre scienze particolari che studiano una parte del reale e che quindi presuppongono la filosofia che studia il reale in quanto tale: per questo la filosofia è la scienza prima.
Ma che cos'è l'essere?
Al contrario degli eleati che sostenevano l'unicità dell'essere, A. ritiene che l'essere abbia delle caratteristiche fondamentali (qualità, quantità, relazione, ecc.) che egli chiama categorie di cui la più importante è quella di sostanza, senza la quale tutte le altre non hanno senso. La qualità è sempre qualità di qualche cosa, così la quantità è sempre quantità di qualche cosa e questo qualche cosa è la sostanza per cui essa è il centro di riferimento di tutte le altre. Se quindi l'essere si identifica con le categorie, che sono aspetti generali dell'essere, e le categorie poggiano tutte sulla sostanza, allora l'essere in quanto essere coincide con la sostanza. L'"essenza inerisce alla sostanza".

### Il problema della definizione
Come le scienze particolari poi devono definire l'oggetto del loro sapere, altrettanto dovrà fare la filosofia prima, come scienza dell'universale.
Ma mentre le singole scienze potranno fare riferimento a caratteristiche sensibili per definire l'essere di cui tratteranno, come farà la filosofia prima, scienza universale a definire l'essere in quanto essere, l'essenza, quella realtà oltre l'apparenza sensibile?
Come nel pensiero vi è un principio fondamentale a base di tutto il sapere, il principio di non contraddizione per cui è impossibile affermare e negare nello stesso tempo uno stesso predicato nei confronti di uno stesso soggetto così sul piano della realtà è altrettanto impossibile che una cosa sia e non sia, per cui la definizione sarà che la sostanza è l'equivalente ontologico del principio logico di non contraddizione.

### L'essenza specifica
Per evitare i problemi della dottrina delle idee di Platone, Aristotele aveva formulato una teoria immanentista delle essenze. L'essenza di una cosa non risiede in un'idea trascendente al mondo, in un iperuranio, ma inerisce alle cose stesse. Un oggetto concreto e individuale è un tutt'uno di forma e materia, di essenza e esistenza

### Essenza ed esistenza, potenza e atto, materia e forma
L'essenza per Aristotele può essere anche intesa come la possibilità che ha un essere di tradurre la sua vita potenziale in vita attuale, in esistenza, di migliorare la materia rozza che lo compone facendole assumere una forma sempre più elevata.
Essenza come potenza dell'esistenza in atto.
L'essere quindi tanto più è realizzato quanto più ha tradotto in atto, in esistenza le potenzialità materiali iniziali.
Quindi Dio, ad esempio è atto puro in quanto non c'è più nulla in Lui di potenziale, è tutto perfettamente realizzato, attuato.
In Dio tutto è compiuto perfettamente poiché in lui non è più presente l'imperfezione della materia, che invece continua a sussistere negli esseri inferiori, i quali sono un sinolo di materia e forma, un insieme di potenza ed atto, di essenza ed esistenza.

## Sviluppi storici
Agostino d'Ippona, anticipando in qualche modo le future correnti dell'esistenzialismo del '900, riferendosi all'uomo, svaluterà la sua essenza, la razionalità, e per la prima volta porrà in rilievo il valore dell'esistenza, dell'uomo nella sua interezza come persona, il cui valore è nell'essere una creatura di Dio.
San Tommaso d'Aquino riprende la distinzione Aristotelica di potenza-essenza-materia e atto-esistenza-forma ma distingue tra l'essenza, per cui una creatura è quello che è nella sua materialità potenziale, e l'esistenza che acquisisce solo per atto creatore divino, l'atto dell'esistenza proviene solo da Dio.
In Dio infatti e solo in lui, coincidono essenza ed esistenza, atto puro, unità di essenza ed esistenza, la creature corporee sono invece mescolanza di essenza e esistenza, di materialità che li contraddistingue nella loro individualità (principium individuationis) ed esistenza che solo Dio può dare.
Solo Dio può tradurre la materialità potenziale della creatura in forma esistente.
Per le creature spirituali dov'è presente l'anima, invece, forma e materia non corrispondono più a essenza ed esistenza, in loro non c'è più materia ma sono entrambe essenza. La creatura spirituale non è più materiale, essa esiste in quanto in lei è presente l'anima.

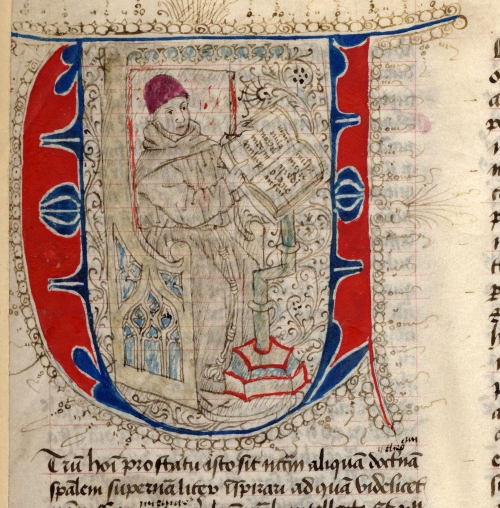
Le "Quaestiones" di Duns Scoto (manoscritto dei secoli XIV-XV): iniziale decorata

Anche per Duns Scoto (1265 o 1266-1308), che pure tendeva ad avere una posizione intermedia tra neoplatonici e aristotelici sulle questioni teologiche, come per Aristotele l'oggetto proprio della filosofia prima, o metafisica, era l'essere in quanto essere.
L'oggetto della metafisica, scienza suprema base di tutte le altre scienze, è la nozione di essere e quindi va distinta dalla teologia che ha per oggetto Dio.
L'essere è un termine univoco, tale cioè che in tutti i suoi impieghi indica sempre la stessa cosa, è la caratteristica comune di tutto ciò che è.
Quindi la metafisica si occupa dell'essenza, nel suo significato più universale, la teologia si occuperà di quell'essenza che è Dio.

### L'ecceità di Duns Scoto: essenza e materia

Antonio De Fantis, Tabula generalis ac Mare magnum Scotice subtilitatis

Le cose create da Dio sono individui del tutto particolari nelle loro caratteristiche sensibili che tuttavia hanno una natura comune.
Socrate, Platone hanno qualcosa di simile per cui si distinguono da tutti gli altri enti, da un cavallo, da una pietra, essi hanno in comune la natura umana.
Ma perché Socrate e Platone sono diversi se la loro essenza umana è la stessa, se hanno in comune la stessa forma?
Non per la forma dunque sono diversi ma neppure per la materia, che per Duns Scoto non è secondo la definizione aristotelica "privazione", "passività", ma essa stessa è attività, tende a configurarsi secondo una precisa individualità.
Questa è l'ecceità che non è qualcosa che si aggiunge numericamente all'essere singolo:
"Per individuazione o unità numerica o singolarità intendo non certo l'unità indeterminata, secondo cui qualunque cosa entro la specie vien detta numericamente una, ma l'unità determinata come questa (signatum ut hanc)…" (D.Scoto, Opus oxoniense, II, distinctio 3, Questionie 4) e non è neppure qualcosa di mentale come le idee platoniche, ma una concreta individuale differenza ultima che permette di distinguere una cosa dall'altra per cui ogni essere individuale è unico e originale.
L'haecceitas dunque è:
"..la causa, non della singolarità in genere, ma di questa singolarità nella sua particolare determinazione, cioè in quanto è proprio questa  (haec determinate).." (op.cit.).
Sarà John Locke, il filosofo empirista, il primo a considerare l'essenza un puro e semplice nome, una parola, priva di valore concettuale (nominalismo).
Se quindi prima si pensava che l'essenza, la sostanza dell'uomo fosse quella di essere un "animale ragionevole" ora tutto si riduce all'uso del termine "uomo" come sinonimo di "animale ragionevole".
Il tema dell'essenza tornerà nella metafisica di Hegel che la distinguerà dall'essere, che permette l'apprensione immediata e in parte superficiale della cosa. L'essenza invece coglierà la realtà nella sua più completa e approfondita costituzione.
Su questa linea il marxismo distinguerà tra l'economia superficiale che identifica il capitale come produttore del profitto e l'economia marxista che ha messo in luce come l'essenza del capitale sia il plusvalore.
Anche tra gli oppositori all'astratta metafisica hegeliana, come Arthur Schopenhauer si rinnoverà il fascino dell'essenza, nella sua immutabile purezza, identificata nella noumenica, implacabile ed ineliminabile volontà di vivere contrapposta alla sua fenomenica oggettivazione, il mondo delle cose, delle "copie" platoniche.
Nell'esistenzialismo, riprendendo la critica all'idealismo di Hegel, elaborata da Søren Kierkegaard, e rielaborando le conclusioni della fenomenologia in chiave umanistica, rivendicherà il primato dell'esistenza sull'essenza, dell'uomo reale su quello definito astrattamente.
Infine, nella fenomenologia di Edmund Husserl, l'essenza, come struttura costante ed invariabile della realtà si potrà cogliere, trascurando ogni riferimento alla concretezza contingente delle cose esistenti, con l'intuizione categoriale.

## L'essenza nel dibattito contemporaneo
Il tema dell'essenza riveste un ruolo particolarmente centrale nell'ontologia contemporanea. Le domande su cui gli ontologi contemporanei hanno principalmente concentrato le loro indagini sono tre: 
- se davvero le cose posseggano un'essenza,
- quale sia lo statuto ontologico dell'essenza (se si tratta di tropi, di proprietà, o di altro ancora)
- e, principalmente, quale sia la definizione di essenza.

Quanto alla definizione di essenza, alcuni hanno tentato di formularla in termini modali. Per essi, una determinazione è essenziale se e solo se è necessario che la cosa la possegga. Ad esempio, sembra necessario che un frassino sia una pianta, o che un essere umano sia un essere razionale. Per contro, una determinazione sarebbe accidentale se e solo se è possibile e non necessario che la cosa la possegga. Ad esempio, sembra possibile ma non necessario che dell'acqua sia in stato gassoso.
Contro questa definizione modale di essenza, sono state recentemente mosse critiche.
In particolare sembra che tale definizione non sia in grado di coprire unicamente le determinazioni essenziali, ma finisca per raccoglierne anche alcune non-essenziali. Ad esempio, stando alla definizione modale di essenza, determinazioni che sono necessariamente possedute da una cosa ma che intuitivamente non sembrano contribuire all'essenza di questa cosa quali “essere identica a se stessa” oppure “fare parte di un insieme che contiene un solo membro”, sono legittimamente considerabili essenziali.
Generalmente, i rivali della definizione modale di essenza ne propongono una alternativa, ovvero quella “definitiva”. Per essi, una determinazione è essenziale per una cosa se e solo se il suo concetto contribuisce alla definizione della cosa stessa.
Per quanto questa opzione non sembra afflitta dal problema della precedente, ne possiede alcuni precipui. Essa infatti non fa altro che spostare il problema dal termine “essenza” al termine “definizione”, con lo scomodo rischio di far scadere la distinzione fra essenziale ed accidentale su un piano puramente epistemico.
All'ontologo che non vuole rinunciare alla distinzione fra determinazioni essenziali ed accidentali, non rimane che tentare di affinare una delle due posizioni in una delle innumerevoli loro varianti.

### Severino
Emanuele Severino dimostra nella sua opera "La struttura originaria" (Adelphi, Milano 1981, p. 517) che la non separabilità dell’essenza dalla esistenza (ovvero dal non essere un nulla della qualsiasi essenza considerata) equivale ad affermare l’eternità dell’essente in quanto essente (che è una delle celebri tesi del filosofo Italiano).